# Chronologie de la France à la Préhistoire
 (mars 2019).
Si vous disposez d'ouvrages ou d'articles de référence ou si vous connaissez des sites web de qualité traitant du thème abordé ici, merci de compléter l'article en donnant les références utiles à sa vérifiabilité et en les liant à la section « Notes et références ».
La chronologie de la France à la Préhistoire présente les principales étapes de la Préhistoire de la France, des premières traces laissées par l'Homme sur le territoire actuel de la France, il y a environ 1,2 million d'années, jusqu'aux invasions celtiques, au début de l'Âge du fer.

## Périodes préhistoriques
Les préhistoriens s'accordent généralement pour reconnaitre sur le territoire de la France actuelle le découpage chronologique suivant : 
- Paléolithique inférieur : des premières traces laissées par l’Homme jusqu’à 350 000 ans avant le présent (AP)
- Paléolithique moyen : de 350 000 à 45 000 ans AP
- Paléolithique supérieur : de 45 000 à 11 700 ans AP
- Mésolithique : de 9 700 à 5 000 ans av. J.-C.
- Néolithique : de 5 000 à 2 000 ans av. J.-C.
- Âge du bronze : de 2 000 à 800 ans av. J.-C.
- Âge du fer : de 800 av. J.-C. jusqu'à la conquête romaine de la Gaule.

## Paléolithique
- 1,2 à 1,1 Ma : Le Bois-de-Riquet, à Lézignan-la-Cèbe (Hérault), avec galets aménagés de type oldowayen, l'une des plus anciennes preuves connues de présence humaine sur le sol français.
- 1,15 Ma : Grotte du Vallonnet, à Roquebrune-Cap-Martin (Alpes-Maritimes), avec galets aménagés de type oldowayen, datée en 2017 d'environ 1,15 Ma[1].
- 570 000 à 400 000 ans : fossiles de l'Homme de Tautavel dans la caune de l'Arago, à Tautavel (Pyrénées-Orientales).
- 400 000 ans : domestication du feu sur le site de Menez Dregan, à Plouhinec (Finistère).
- 380 000 ans : habitat et domestication du feu sur le site de Terra Amata, à Nice (Alpes-Maritimes).
- 350 000 ans : début du Moustérien et du Paléolithique moyen en France.
- 140 000 ans : fossiles néandertaliens de la grotte de la Chaise, à Vouthon (Charente).
- 130 000 à 115 000 ans : période interglaciaire de l'Éémien. Il y a 126 000 ans, la température moyenne dépasse les températures actuelles.
- 115 000 ans : début de la glaciation de Würm.
- 45 000 ans : début du Châtelperronien à Arcy-sur-Cure (Saône-et-Loire). Le Châtelperronien est attribué aux derniers Néandertaliens.
- 42 000 ans : premiers vestiges lithiques aurignaciens connus en France, attribués à Homo sapiens.
- 38 000 ans : premier fossile d'Homo sapiens connu en France.
- vers 36 000 ans : début de la période aurignacienne de la grotte Chauvet, à Vallon-Pont-d'Arc (Ardèche)[2].
- 31 000 ans : début du Gravettien, période riche en vénus paléolithiques.
- 30 000 ans : début du dernier maximum glaciaire.
- 22 000 ans : début du Solutréen (feuille de laurier).
- 17 000 ans : début du Magdalénien. Frise en bas-relief de La Chaire-à-Calvin (Mouthiers). Grotte de Lascaux, à Montignac-Lascaux (Dordogne).
- 14 000 ans : début de l'Azilien.
- 11 700 ans : fin de l'ère glaciaire. Début de l'Holocène et du Mésolithique.

## Néolithique
- -5750 : première céramique cardiale en Corse. Premières poteries néolithiques.
- -5000 : trépanation réussie en Alsace (Ensisheim).
- -3900 : exploitation de sel à Gouhenans[3].
- -4800 : pénétration du Campignien en France. Originaire d’Europe du Nord (-5400), il avait atteint la Belgique.
- -4650 : plus ancien village néolithique exhumé en France à Courthézon (Baratin), dans le Vaucluse. Site découvert en 1969 ; premières fouilles en 1971-1972.
- -4550 : faciès campignien dans le bassin de Paris.
- -4500 : pirogues de Bercy. Village néolithique de Bercy[4]
- -4500 : la plus grande nécropole connue en France (150 tombes de préservation parfaite, peut-être cinq à six cents occupants[5]) est découverte à Genevray près de Thonon-les-Bains (Haute-Savoie). Actuellement enfouie sous la déviation routière qui contourne la ville[6].
- -4500 : début de l’érection des mégalithes en France.
- -3900 : exploitation de sel à Grozon[7].
- -3500 : Bergerac : long four à pierres chauffées de forme et de procédé unique pour la Préhistoire récente française[8].
- -3430 : village chasséen de Saint-Michel-du-Touch près de Toulouse.
- -3430 : apparition de la culture de Rössen à la grotte de la Baume de Gonvillar, en Haute-Saône.
- -3400 : site de Chassey-le-Camp, Saône-et-Loire, à l'origine du nom chasséen.
- -3250 : développement du chasséen méridional en France, du Lot au Vaucluse.
- -3190 : Chasséen du bassin parisien (Calvados).
- -2900 : technologie du Grand-Pressigny, débitage levalloisien avancé.
- -2500 : apparition de la culture campaniforme en Languedoc et en Provence.
- -2550 : apparition de la culture Seine-Oise-Marne.
- -2530 : Chasséen du bassin parisien (Pas-de-Calais).
- -2450 : date finale du Chasséen du bassin parisien (Eure-et-Loir).
- -2400 : date finale du Chasséen des abris sous roche de Saint-Mitre à Reillanne (Alpes-de-Haute-Provence).
- -2300 : établissement d’un village au Ponteau (Provence) de culture couronnienne.
- -1850 : hypogée des Mourmonds (Marne) montrant la persistance du Néolithique (culture Seine-Oise-Marne).